# Coleophora gilveolella
Coleophora gilveolella is een vlinder uit de familie van de kokermotten (Coleophoridae). De wetenschappelijke naam van de soort is voor het eerst geldig gepubliceerd in 1954 door Toll.